# Damas
Pour les articles homonymes, voir Damas (homonymie).
Damas (en arabe : دِمَشْقُ / dimašq) est la capitale de la Syrie. Plus grande ville du pays en nombre d'habitants, elle comptait plus de 2 500 000 habitants en 2022, pour une agglomération qui dépasse les 5 000 000 habitants. C'est l'une des villes les plus anciennes continuellement habitées au monde.
Elle possède plusieurs noms en arabe, tels que : « le Cham » (en arabe : الشَّامُ, aš-šām) ou encore « la ville du jasmin » (en arabe : مَدِينَةُ ٱلْيَاسَمِينِ, madīnat al-yāsmīn).
De 661 à 750, elle fut la capitale des Omeyyades.

## Étymologie
En arabe, la cité s'appelle دمشق الشام (Dimachq al-Chām), bien que ceci soit souvent abrégé en Dimachq ou al-Chām par les habitants de Damas, de Syrie et des pays arabes voisins.
L'étymologie du mot ancien « Damascus » est incertaine, mais elle est souvent considérée comme étant présémitique. On retrouve les termes Dimašqa en akkadien, T-ms-ḳou en égyptien ancien, Dammaśq en araméen et Dammeśeq (דמשק) en hébreu biblique.
Al-Cham (en arabe : al-šʾām, الشَّام « la gauche ; le nord ; la Syrie ; Damas ») désigne le côté gauche lorsqu'on se tourne vers l'orient (lorsqu'on s’oriente), c'est-à-dire le nord, par opposition au sud ou Yémen. Cf. Maghreb et Machrek.

## Géographie

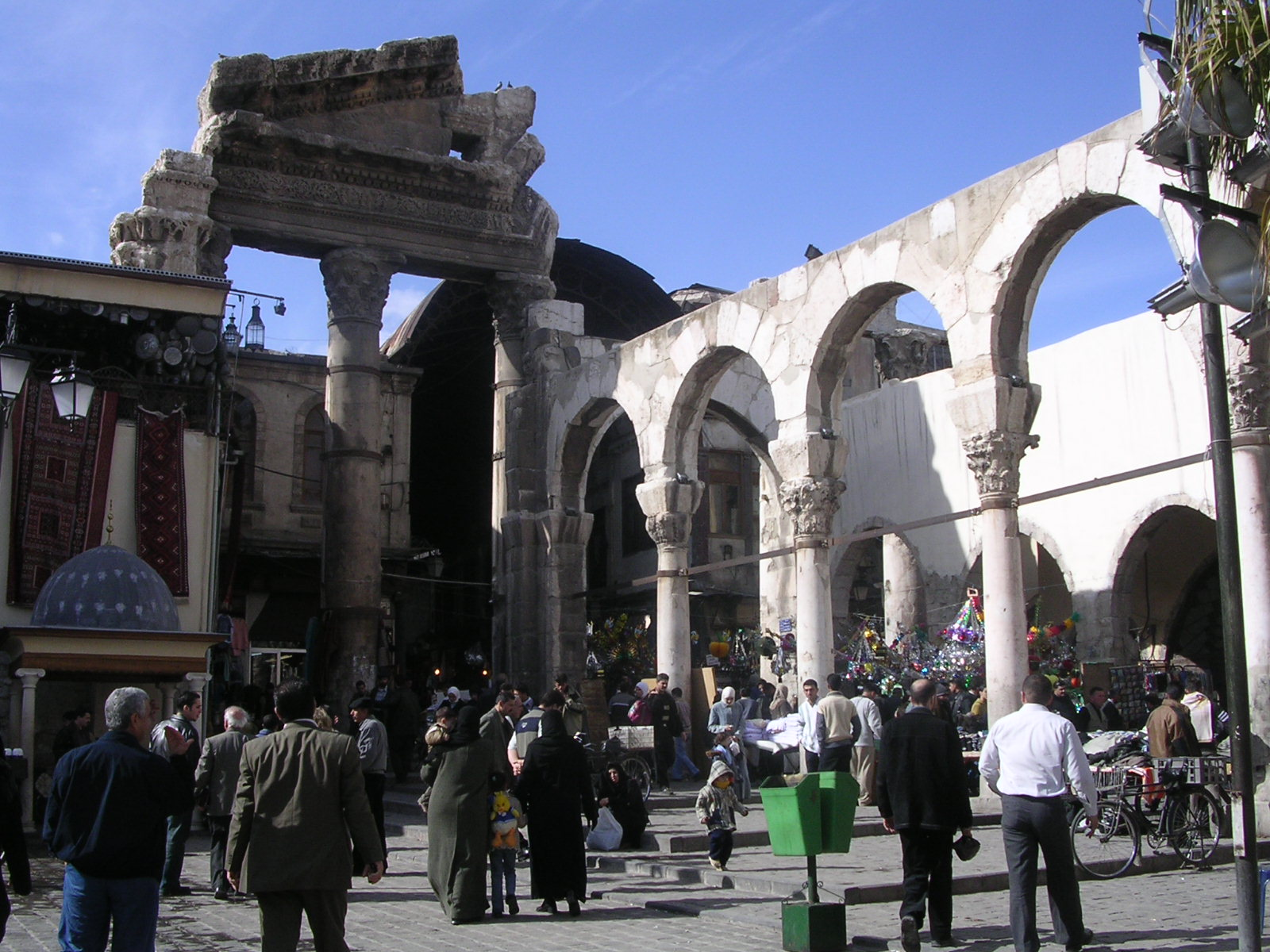
Fronton restant du temple de Zeus à Damas, qui fait maintenant partie des murs du souq al-Hamidiyyah.

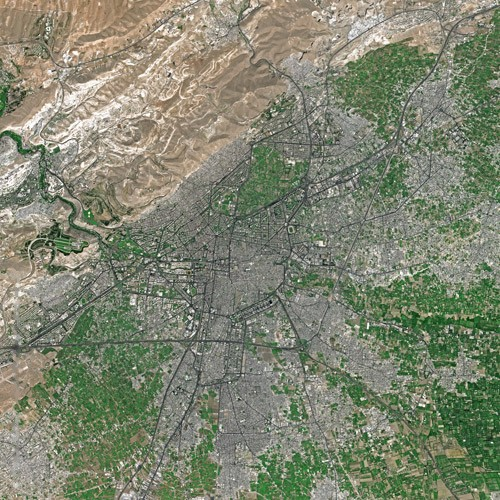
Damas vu par le satellite SPOT.

Damas se trouve à environ 80 km de la mer Méditerranée, à l'abri de l'Anti-Liban. Elle se situe sur un plateau à 680 mètres d'altitude.
La vieille ville se trouve sur la rive sud de la rivière Barada, qui est presque à sec. À l'intérieur des remparts se trouvent plusieurs monuments comme la mosquée des Omeyyades, le palais Azem ou encore le caravansérail Khan Assad Pacha. Rues ou ruelles couvertes et bordées de boutiques, les souks (souk Al-Hamidié, souk Medhatt Bacha, souk Bzourié) pénètrent la vieille cité, principalement à l'ouest de la mosquée des Omeyyades. Par le tracé de l'ancienne Via Recta on gagne la partie Est où se situent les quartiers chrétiens, en particulier le quartier de Bab Touma. Ces derniers abritent de nombreuses églises, basiliques et cathédrales de tous les rites présents en Syrie : grec-orthodoxe, grec-catholique (melkite), maronite, syriaque, arménien, chaldéen qui montrent toute la richesse liturgique orientale. À Bab Charki, la chapelle Saint-Paul commémore la fuite de saint Paul caché dans un panier, à ce niveau du mur d'enceinte.
Pour le sud-est, nord et nord-est, elle est entourée de banlieues dont l'histoire remonte au Moyen Âge : Midane, dans le sud-ouest, Sarouja et Imara dans le nord et le nord-ouest. Ces districts se construisent d'abord sur les routes de la ville, près des tombes de personnalités religieuses. Au XIXe siècle, les villages se développent sur les pentes du Jabal Qassioun, surplombant la ville. C'est à cette époque qu'apparaît le site du quartier d'As Salihié autour de l'important sanctuaire de Mohiaddine Ibn Arabî. Ces nouveaux quartiers ont été d'abord colonisés par des soldats kurdes et des réfugiés musulmans des régions européennes de l'Empire ottoman, qui avaient été reconquises par les chrétiens. Aussi prirent-ils les noms d'al-Akrad (les Kurdes) et d'al-Mouhajerine (les migrants). Ces quartiers se situent à environ deux ou trois kilomètres au nord-ouest de la vieille ville.
À la fin du XIXe siècle, un centre administratif et commercial moderne a commencé à voir le jour à l'ouest de la vieille ville, autour du Barada, centré sur la zone connue sous le nom de al-Marjah ou la Prairie. Al-Marjah est rapidement devenu le nom de ce qui était initialement la place centrale du Damas moderne, autrement connue sous le nom de place des Martyrs, où a d'ailleurs été édifié l'hôtel de ville. Le palais de justice, le bureau principal de la poste et la gare se trouvaient sur un terrain légèrement plus élevé et plus au sud qui correspond à l'actuelle avenue An-Nasr. Bientôt européanisé, ce quartier s'est étendu sur la route entre Al-Marjah et As-Salihié. Le centre commercial et administratif de la nouvelle ville s'est progressivement déplacé légèrement vers le nord-ouest en direction de ce domaine. Par la suite, vers le nord, d'autres quartiers se sont développés autour de l'actuelle place Sabeâ-Bahrat' sur laquelle a été édifiée la Banque centrale de Syrie. À proximité se trouve le ministère de l'Économie.

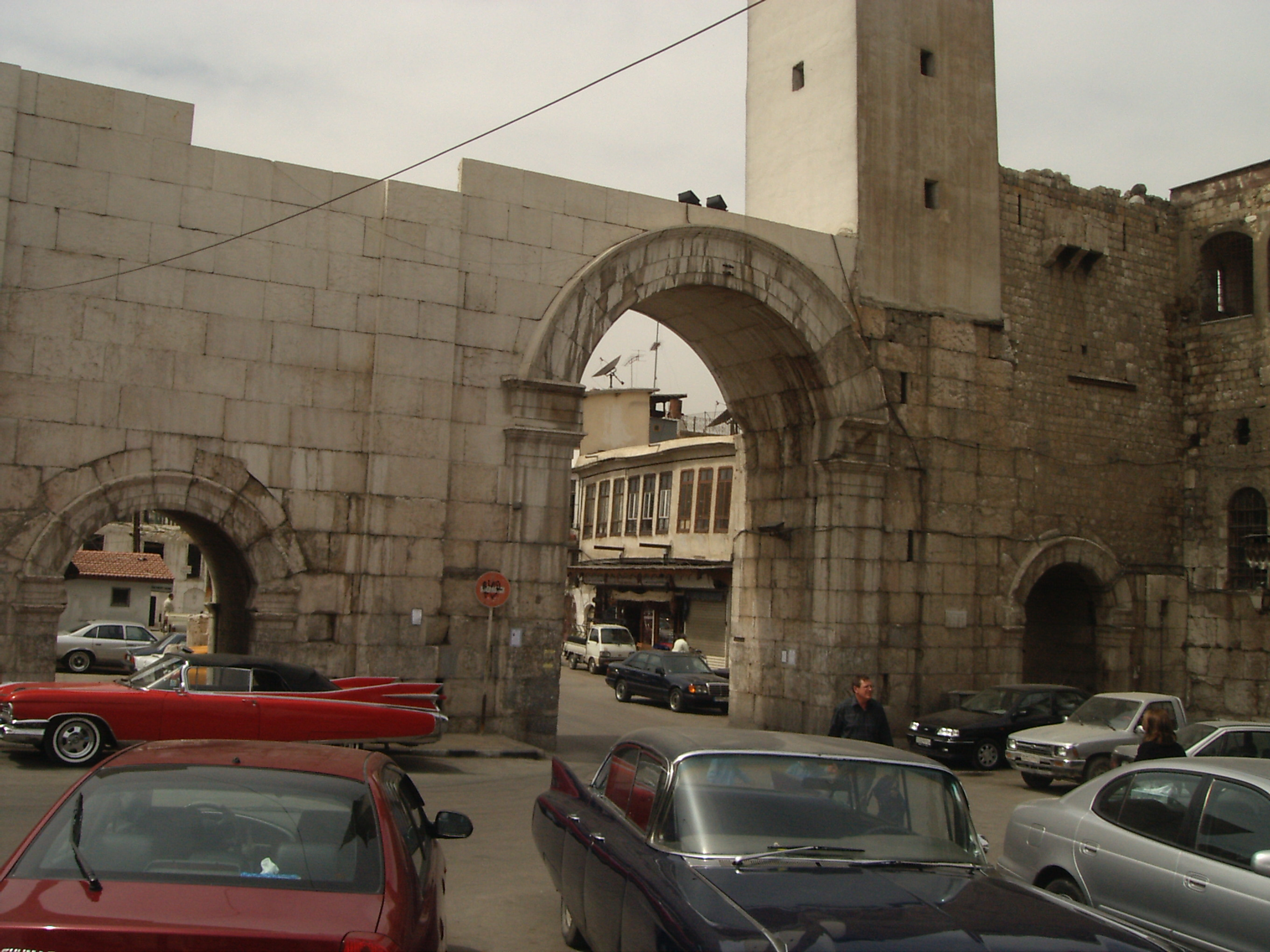
Bab Sharqi, dans le quartier chrétien.

Au XXe siècle, de nouvelles banlieues se sont développées au nord du Barada, et dans une certaine mesure, au sud, envahissant l'oasis de la Ghouta (de l'arabe الغوطة al-Ghouta qui signifie oasis). Depuis 1955, le nouveau quartier de Yarmouk est devenu une deuxième patrie pour des milliers de réfugiés palestiniens. Les urbanistes ont préféré préserver la Ghouta autant que possible, et à la fin du XXe siècle, quelques-uns des principaux axes de développement ont été percés au nord, dans l'ouest du district de Mezzé et, plus récemment, le long de la vallée du Barada, à Doumar dans le nord-ouest ainsi que sur les pentes de la montagne à Berzé dans le nord-est. Les zones les plus pauvres, souvent construites sans autorisation officielle, se sont surtout développées au sud de la ville principale.
Damas est entourée, dans sa partie orientale, d'une oasis, la Ghouta, arrosée par le Barada. La petite ville d'Aïn-el-Fijeh avec ses abondantes cascades, située à l'ouest de la vallée du Barada, alimente la capitale en eau potable. La Ghouta de Damas a diminué en taille avec l'expansion rapide de l'habitat et de l'industrie dans la ville et elle est presque à sec. Elle est aussi devenue polluée en raison de la circulation, de l'industrie et des eaux usées.

## Climat
Le climat est semi-aride, la présence voisine de l'Anti-Liban conditionnant les pluies en hiver. Les étés sont chauds avec moins d'humidité. Les hivers sont frais et pluvieux ou même enneigés. En janvier les températures maximales et minimales sont de 11 °C et 0 °C ; la plus basse jamais enregistrée ayant été de −13,5 °C, L'été et surtout en août les températures maximales et minimales approchent les 35 °C et 17 °C, la plus élevée jamais enregistrée ayant été de 45,5 °C. Les précipitations annuelles sont d'environ 20 cm, de novembre à mars.
| Mois                              | jan. | fév. | mars | avril | mai | juin | jui. | août | sep. | oct. | nov. | déc. | année |
| --------------------------------- | ---- | ---- | ---- | ----- | --- | ---- | ---- | ---- | ---- | ---- | ---- | ---- | ----- |
| Température minimale moyenne (°C) | 0    | 2    | 4    | 7     | 11  | 14   | 16   | 17   | 13   | 9    | 4    | 1    | 8     |
| Température maximale moyenne (°C) | 11   | 13   | 17   | 23    | 28  | 33   | 36   | 36   | 33   | 27   | 19   | 13   | 24    |
| Précipitations (mm)               | 30   | 30   | 20   | 10    | 5   | 1    | 3    | 2    | 10   | 10   | 20   | 40   | 200   |

## Transport et voirie

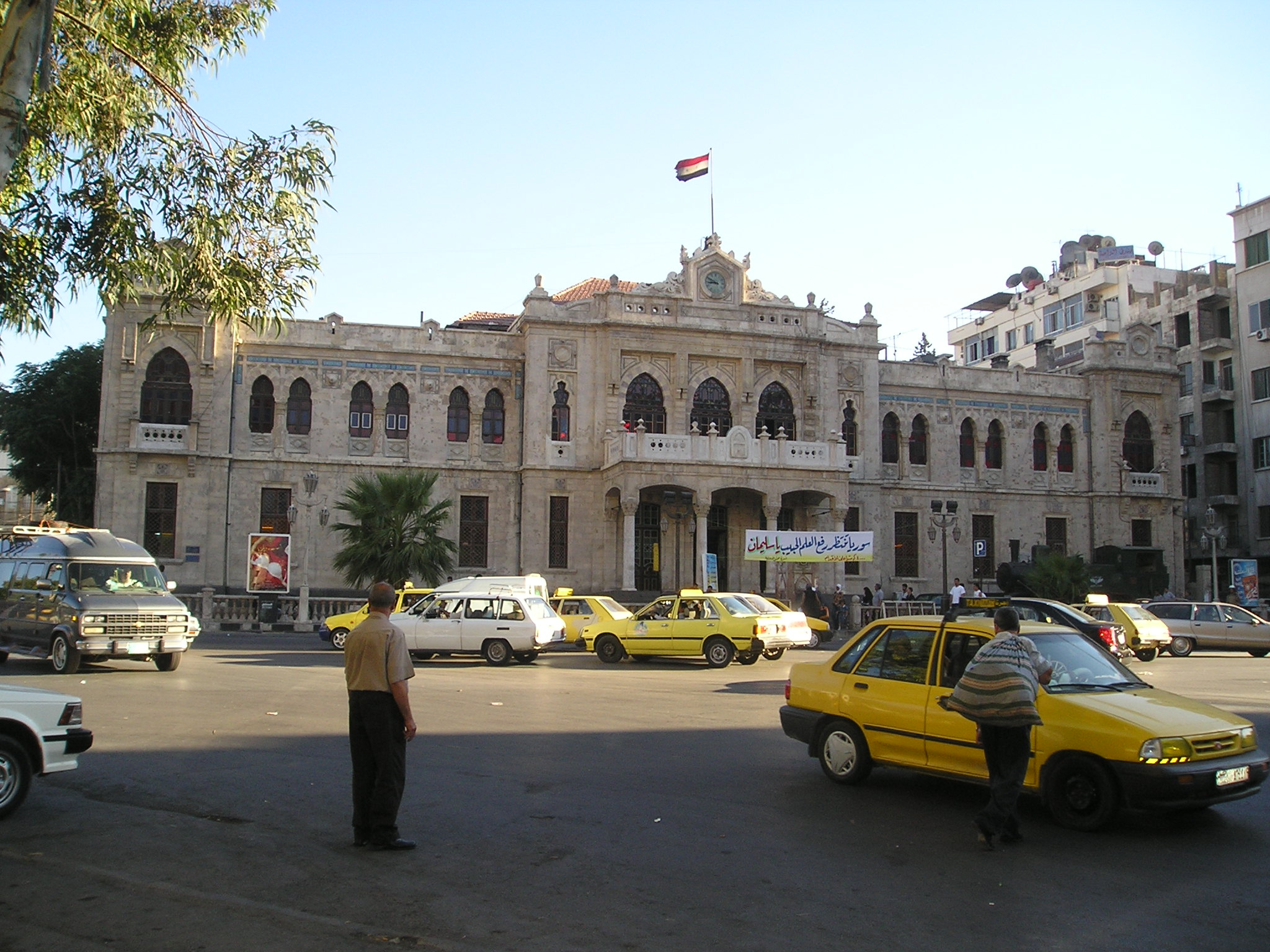
La gare Al-Hijaz

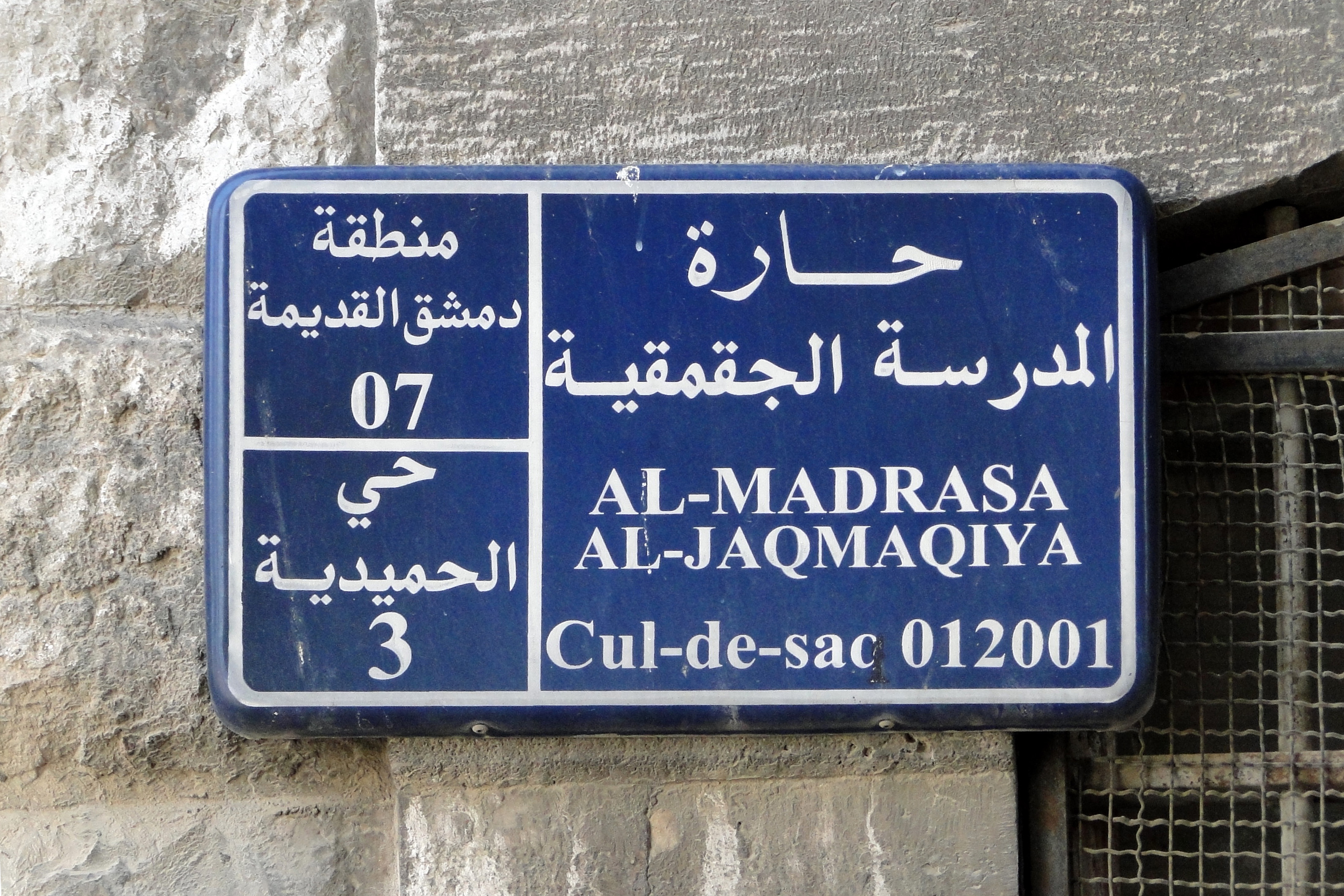
Une plaque de rue à Damas

Le principal aéroport est l'Aéroport international de Damas, situé à environ 20 km de distance du centre de la ville, en relation avec de nombreux pays d'Asie, d'Europe, d'Afrique et, plus récemment, les villes d'Amérique du Sud.
Le transport public à Damas dépend largement des minicars. Il existe environ une centaine de lignes qui opèrent à l'intérieur de la ville et certaines d'entre elles s'étendent du centre-ville à proximité des banlieues. Il n'y a pas d'horaire pour les lignes, et en raison du nombre limité d'arrêts d’autobus officiels, ceux-ci s'arrêtent généralement là où un passager a besoin de monter ou de descendre. Le nombre de minicars desservant la même ligne est relativement élevé, ce qui minimise les temps d'attente. Cependant le réseau s'est récemment modernisé et de nouveaux autobus en livrée verte sont apparus. Ils tendent actuellement[Quand ?] à remplacer les minicars. Les lignes sont à présent numérotées et la destination de la ligne apparaît sur un écran lumineux. La gare ferroviaire d'Al-Hedjaz, fermée, se trouve dans le centre-ville à l'extrémité ouest de l'avenue An-Nasr.
En 2008, le gouvernement a annoncé un plan pour construire un tram à Damas et l'ouverture de la ligne verte est prévue pour 2016. La ligne verte traversera la ville d'Ouest en Est, de Moadamiéh (route de Qouneytra) à la gare routière de Qaboun, via le centre ville et la gare Al-Hedjaz. À terme, un réseau de quatre lignes de métro devrait être mis en service.
Les rues de Damas sont souvent étroites, surtout dans les parties les plus anciennes de la ville, et des ralentisseurs sont largement utilisés pour limiter la vitesse.

## Histoire

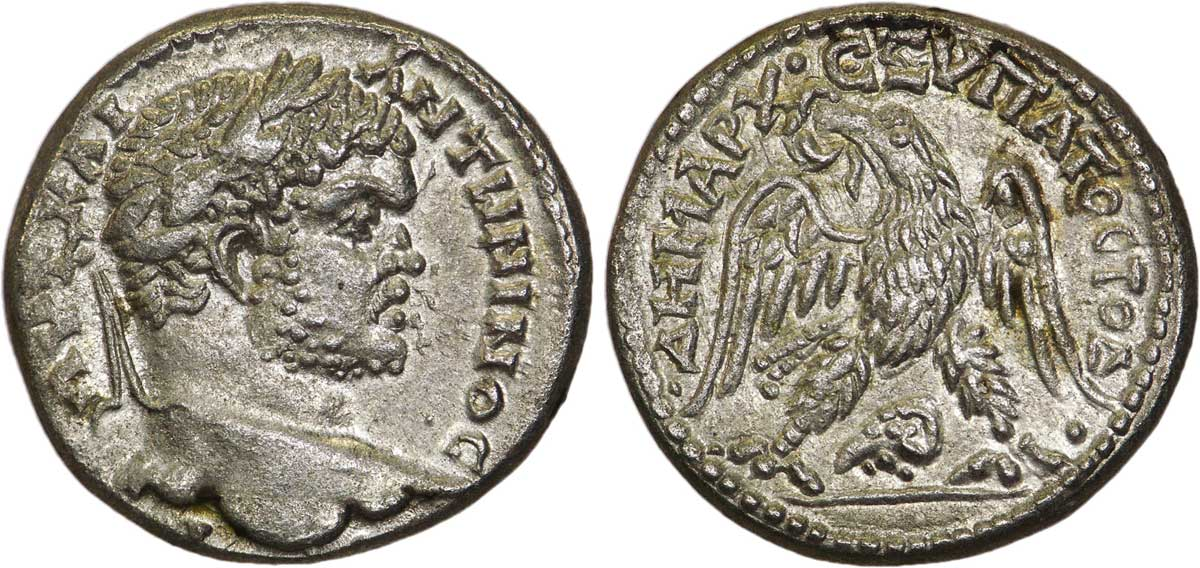
Monnaie frappée en la cité de Damas

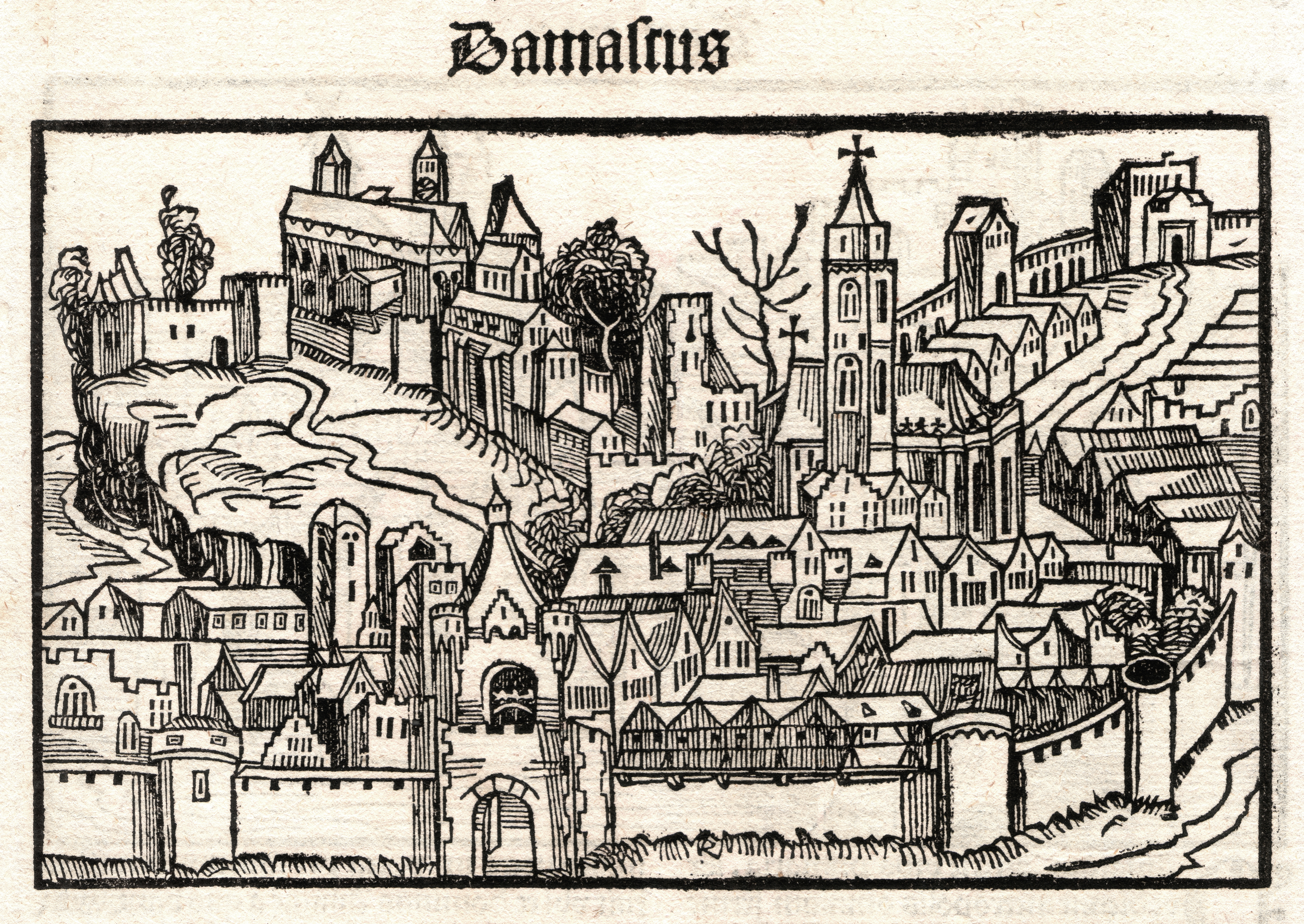
Xylographie de Damas (1497)

La ville de Damas est l'une des plus anciennes villes continuellement habitées. Elle est aussi la ville la plus peuplée de la grande Syrie (Assyrie) (des traces archéologiques remontent au IVe millénaire av. J.-C.). Elle est citée dans la Bible, dans le livre de la Genèse, et plusieurs fois dans les Livres des Rois et des Prophètes. Selon Ibn Battouta :

« La ville de Damas surpasse toutes les autres en beauté et en perfection ; et toute description, si longue qu’elle soit, est toujours trop courte pour ses belles qualités. »

Damas connut l'influence de nombreuses civilisations dont celles des Assyriens, Perses, Grecs, Séleucides, Romains, Arabes et Turcs. De la fin du XIIe siècle av. J.-C. à 734 av. J.-C., elle est la capitale du royaume d'Aram-Damas. L'archéologie montre une occupation continue de la région depuis le VIIIe millénaire av. J.-C. Damas apparait dans les textes égyptiens et akkadiens au milieu du IIe millénaire : son royaume, vassal de l'Égypte, est situé à la frontière de la zone d'influence hittite. Au début du Ier millénaire, la ville est la capitale d'un des royaumes araméens. Jusqu'à sa disparition le royaume de Damas est un des principaux rivaux de celui d'Israël, avec qui il s'allie parfois contre la menace assyrienne. Après 840, sous Hazaël et son successeur, il atteint son apogée et son influence s'étend d'Israël et de la Transjordanie au nord de la Syrie. Toutefois, sa puissance décline et Damas est conquise par le roi d'Assyrie en 732. Damas disparait des sources antiques pour plusieurs siècles ; elle est capitale de la Transeuphratène dans l'Empire perse achéménide, elle abrite le trésor de Darius III et le personnel de sa suite lors de la bataille d'Issos.
Plus tard, la ville souffre des conflits entre Diadoques notamment entre Lagides et Séleucides puis est intégrée au royaume de ces derniers: elle devient colonie vers 90 av. J.-C., se dote des éléments caractéristiques de l'urbanisme hellénistique, avant de passer sous le contrôle des Nabatéens puis d'être rattachée à l'Empire romain, sous lequel elle prospère.

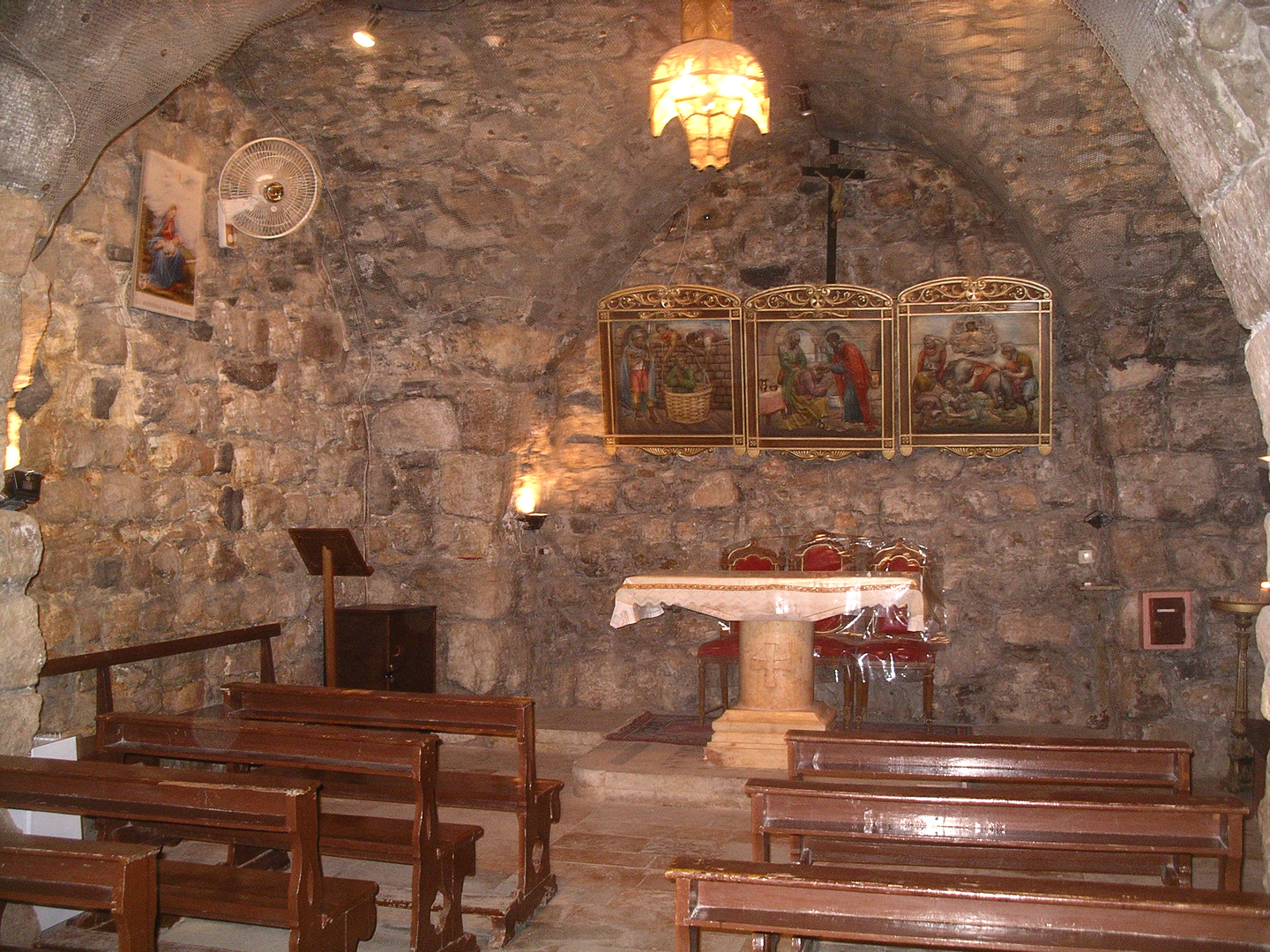
La « maison d'Ananie » (église souterraine).

Elle fut par ailleurs l'un des berceaux du christianisme et vit saint Paul prononcer ses premières prédications, notamment dans la maison d'Ananie, où celui-ci a ouvert une église domestique dès l'année 37. Cette dernière est la plus vieille de Syrie (aujourd'hui dans le quartier chrétien de Bab Touma).
En 635, Damas se soumit aux musulmans et devint la capitale de la dynastie des Omeyyades de 661 à 750. Avec l'adoption de la langue arabe, elle devint le centre culturel et administratif de l'empire musulman durant près d'un siècle. Par la suite, elle demeura un foyer culturel majeur et un pôle économique de premier plan profitant de sa situation géographique privilégiée, à la croisée des chemins de La Mecque, l'Afrique, l'Anatolie, la mer Méditerranée et l'Asie (route de la soie en direction de la Chine et du commerce des épices avec l'Inde).
Les Croisés l'assiégèrent en 1148.
L'historien, intellectuel et savant Ibn 'Asakir (m. 1176) est l'un des auteurs indispensables à prendre en compte pour étudier l'histoire de Damas et de la Syrie en général aux premiers siècles de l'Islam. En effet, le travail de sa vie fut l'Histoire de Damas (en arabe :تاريخ دمشق ). Plus qu'une simple chronique de l'histoire de la ville, il s'agit d'une œuvre en 80 volumes qui rassemblent près de 10 000 biographies. Ces 80 volumes permettent de dessiner l'histoire de la ville de Damas à travers des biographies de rois, califes, intellectuels, femmes érudites et hommes de science, marchands et chanteurs ainsi que toute personne ayant les portes de la ville du VIIe siècle jusqu'à son époque. Il s'agit d'une source très utilisée par les historiens arabes et européens de l'époque moderne mais aussi contemporaine dans l'étude et la compréhension de la Syrie à l'époque médiévale.
La ville fut saccagée par les Turco-Mongol de Tamerlan en 1401. Ibn Khaldoun conduit une délégation de citoyens de Damas auprès de Tamerlan pour éviter la destruction de la ville. Sous le règne des mamelouks, Damas a fut considéré comme la seconde ville du Sultanat après le Caire. Dès sa prise de pouvoir, le Sultan Baybars a décidé de grands desseins pour cette cité qui s'est vu affecté à son autorité des gouverneurs situés dans les hautes sphères du pouvoir mamelouk. En effet le maitre de Damas avait pour titre le "Sultan présent". Ce n'est pas un hasard quand on sait que de nombreux émirs Damascènes ont eu des tentations sécessionnistes à plusieurs reprises, ceci est une conséquence logique de l'aspect "Vice-Royale" de cette cité.
Elle fut intégrée à l'Empire ottoman de 1516 à 1918.
À la suite du traité de Versailles (1919) et après la Bataille de Khan Mayssaloun qui permit l'entrée des troupes du général Mariano Goybet dans la ville Sainte, celle-ci fut placée, avec la Syrie, sous mandat français en 1920, jusqu'à son indépendance en 1946.

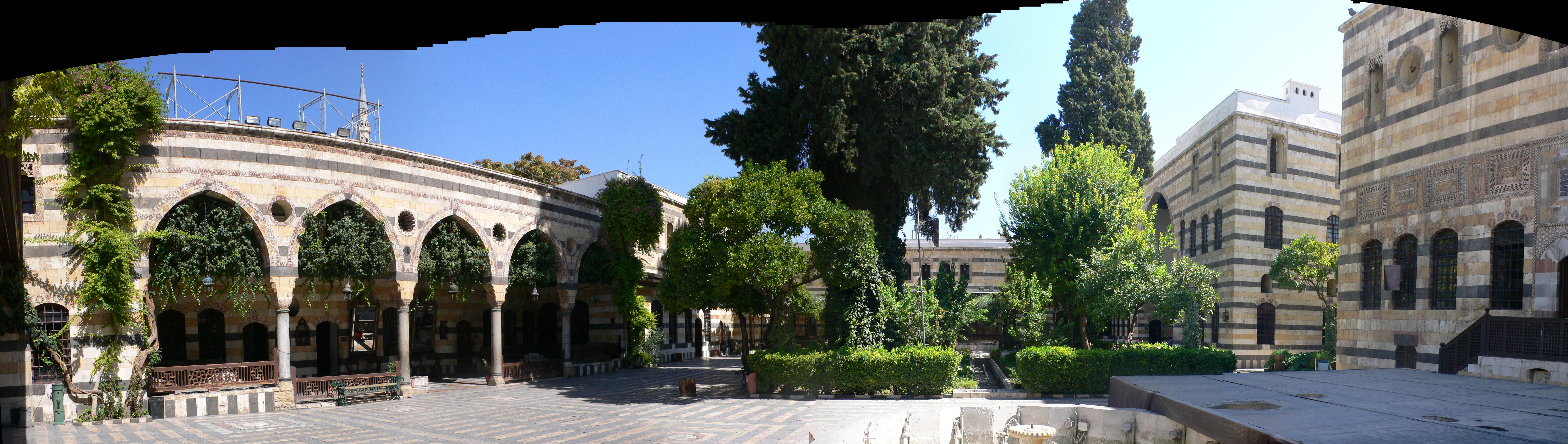
Vue panoramique de la cour de la résidence du général Sarrail

Depuis les années 1970, l'exode rural et l’urbanisation intense ont profondément transformé le paysage de la ville qui était autrefois une oasis avec des marécages, de nombreux vergers et de nombreux espaces verts.
En 2012, commencèrent des combats dans Damas et dans sa province, au cours d'une guerre civile qui avait débuté le 15 mars 2011. De nombreux Syriens y sont tués ou blessés et une partie du patrimoine de la capitale détruit, dont le site de Palmyre classé par l'UNESCO. La guerre continue de faire rage dans le pays, jusqu'en 2024, où une série de bombardements de la campagne d'Alep par les forces armées syriennes entraîne le déclenchement d'une offensive générale par l'armée syrienne libre en réponse. Le gouvernement perd rapidement du terrain dans l'ensemble du pays et Damas tombe le 8 décembre.

## Les traditions et l'artisanat
- Le « damasquinage » consiste à incruster de petits filets d'or ou d'argent dans un objet de métal. Cette technique s'est répandue de Damas à Tolède et en Inde.
- Le « damas soudé » consiste à forger des barres de fer pour constituer l'âme à la fois résistante et souple d'épées, dont les tranchants étaient rapportés par soudure : les lames de Damas. Des barres de fer doux et carburé, disposées alternativement étaient soudées, martelées, repliées sur elles-mêmes comme pour faire une pâte feuilletée. Après polissage, le métal était plongé dans un bain d'acide pour faire apparaître l'effet de moirage des couches de métal blanc et noir, appelé le « damassé ».
- Damas est réputée pour ses étoffes de soie et surtout pour ses brocarts tramés d'or que l'on appelle des « damas ». L'industrie de la soie à Damas a été longtemps l'apanage de vieilles familles chrétiennes et en particulier à son apogée entre le XVIIe siècle et le XIXe siècle.
- Il y a aussi le linge « damassé » sur lequel apparaissent des dessins par des procédés de tissage. Cet art existe encore, mais avec des métiers Jacquard.
- Dans les souks, on voit beaucoup de tapis, mais ce sont principalement des importations d'Iran, d'Afghanistan ou d'Ouzbékistan.
- On trouve aussi à Damas de nombreuses confiseries offrant des fruits confits entiers : abricots, poires, mandarines, etc. en piles impressionnantes. Au Moyen Âge, la région était le premier producteur de sucre, les croisades en ont rapporté l'usage en occident (confitures et fruits confits).
- Damas est par excellence la ville du jasmin et de la rose.

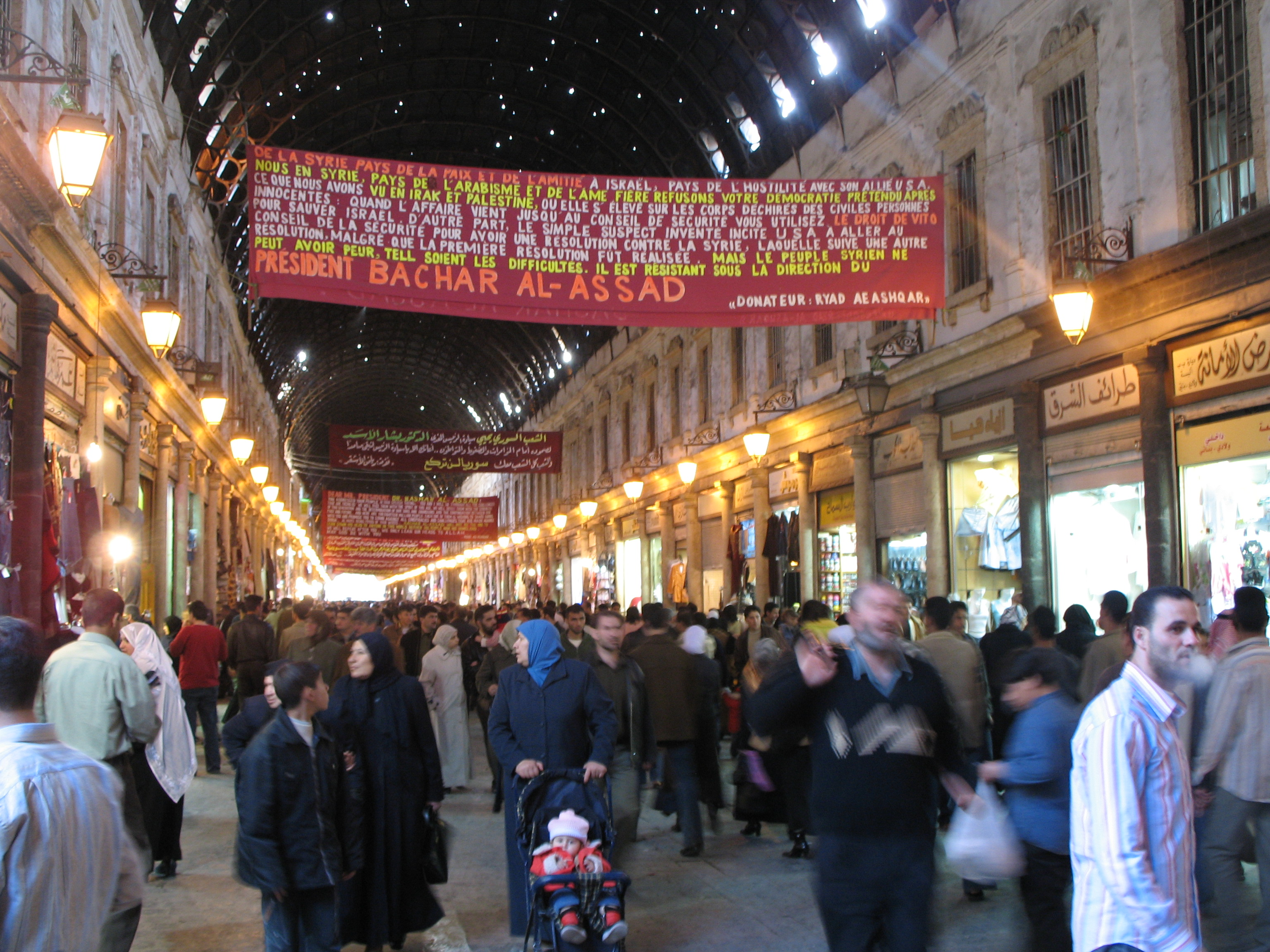
Le marché couvert à Damas

## La mosquée des Omeyyades

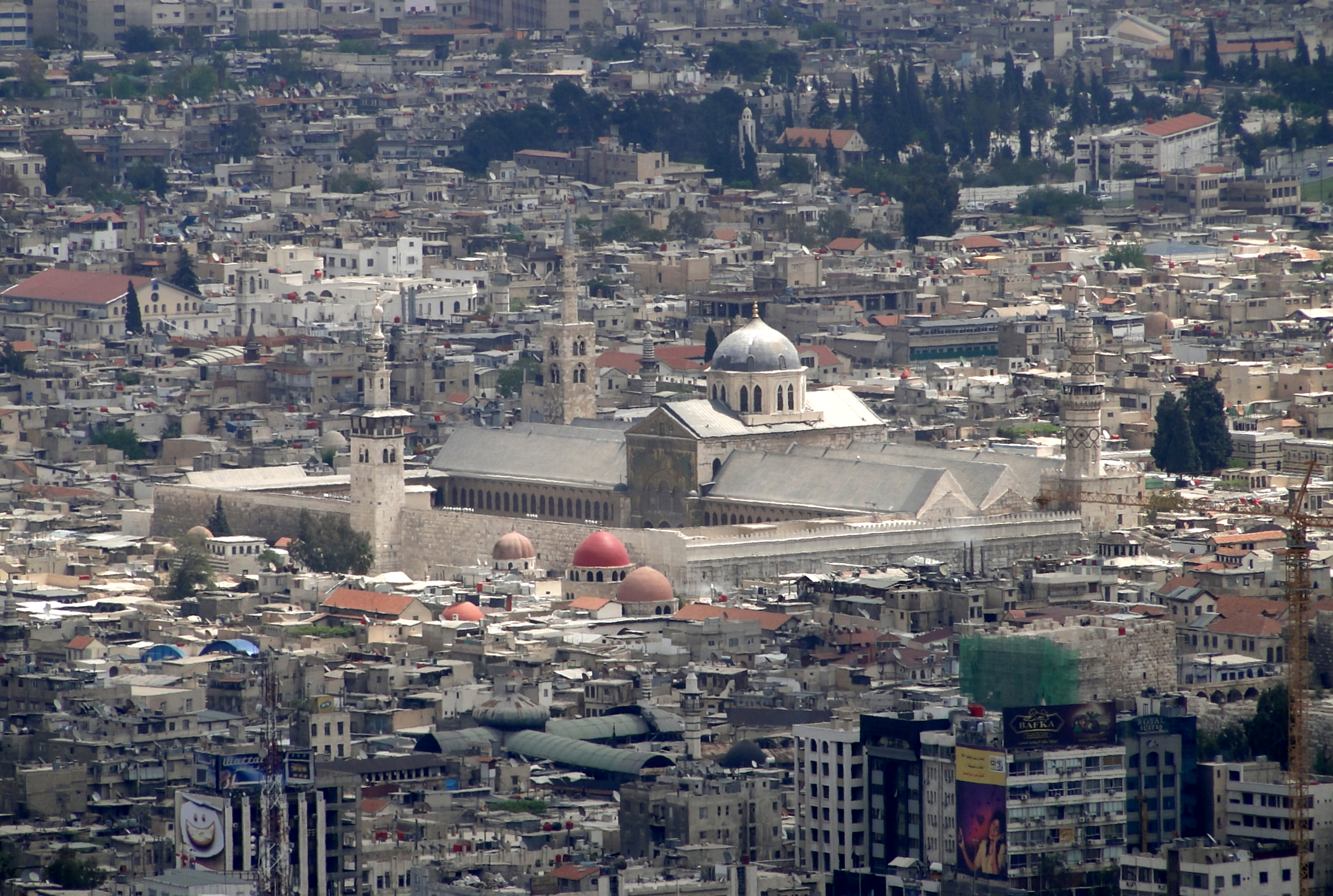
Grande mosquée des Omeyyades

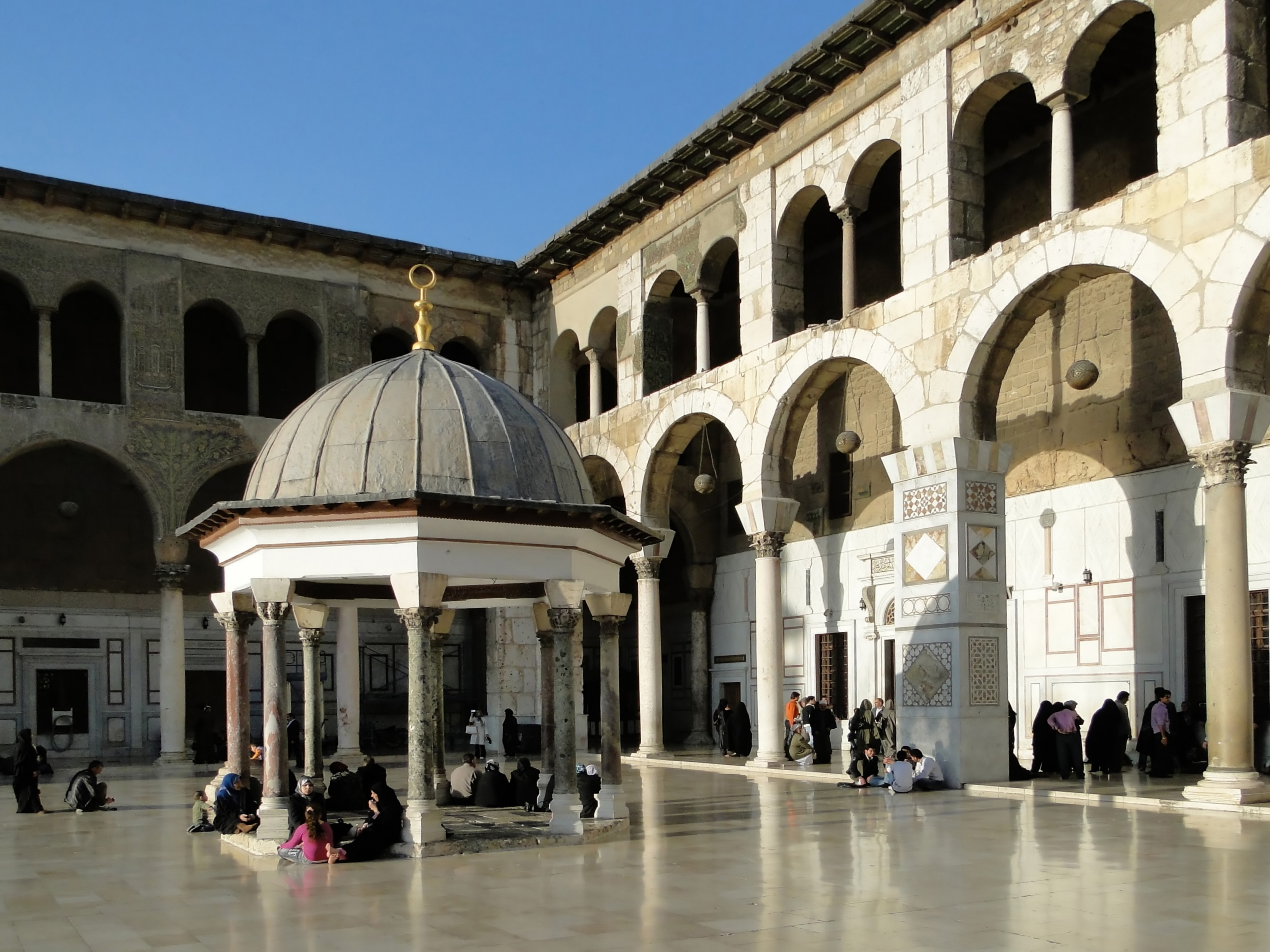
Grande mosquée des Omeyyades

La grande mosquée, communément appelée Grande mosquée des Omeyyades, a été construite vers 705, sans doute sur les fondements d'une basilique chrétienne. C'est la plus ancienne mosquée, avec le Dôme du Rocher de Jérusalem, à être pratiquement dans son état initial.
Fait exceptionnel, la salle de prière abrite un tombeau : celui de Jean-Baptiste (Sidi Yahia pour les musulmans), cousin de Jésus. Cette présence d'un tombeau dans la salle de prière d'une mosquée est un cas pratiquement unique dans l'architecture musulmane. Les chrétiens du quartier Est de la vieille ville de Damas viennent s'y recueillir. On voit donc dans cette salle à la fois les prosternations des musulmans, et les signes de croix et les génuflexions des chrétiens.
La présence de ce tombeau s'explique historiquement. Lorsque les Arabes conquirent la ville en 635, ils y trouvèrent en plein centre la grande basilique Saint-Jean Baptiste, fierté des chrétiens, qui abritait le tombeau du Précurseur. Un dignitaire chrétien de la ville qui devait à ses origines arabes de s'exprimer en arabe, Sarjoun (Serge), père de saint Jean Damascène, vint demander au calife qu'il épargne ce sanctuaire chrétien. Ce qui fut fait. Ensuite, par respect pour Sarjoun, les califes successifs préservèrent durant soixante-dix ans le grand sanctuaire chrétien. Et lorsque Al-Oualid Ier décida de transformer l'église en mosquée, en 705, il épargna le tombeau du Baptiste, faisant construire la mosquée autour de lui.
La mosquée est très fréquentée durant toute la journée. On y entre pour prier, pour admirer, et on y vient aussi tout simplement pour faire la sieste, allongé sur le tapis ou adossé à une colonne, car c'est un endroit frais et calme dans le centre de la ville. Véritable lieu de vie, on y voit même des enfants jouer, parfois avec des trottinettes.
À la Grande Mosquée des Omeyyades à Damas, l’un des minarets, appelé « Minaret de Jésus », est associé à une tradition locale selon laquelle Jésus, le Messie, reviendra sur Terre à partir de ce lieu avant le Jour du Jugement. Ce minaret, bien que n’étant pas nécessairement le plus élevé, occupe une place symbolique importante dans le folklore et la foi islamique de la région. La venue de Jésus est vue comme un signe majeur de la fin des temps, précédant le Jugement Dernier.

Au XIVe siècle, le grand voyageur arabe Ibn Battouta la décrit ainsi :

« C'est la plus sublime mosquée du monde par sa pompe, la plus artistement construite, la plus admirable par sa beauté, sa grâce et sa perfection. On n'en connaît pas une semblable, et l'on n'en trouve pas une seconde qui puisse soutenir la comparaison avec elle. Celui qui a présidé à sa construction et à son arrangement fut le commandeur des croyants, [...]
Il fit partir une ambassade vers l'empereur des Grecs, à Constantinople, pour intimer à ce prince l'ordre de lui envoyer des artisans, et ce dernier lui en expédia douze mille. Le lieu où se trouve la mosquée était d'abord une église. [...]
Au milieu de la mosquée est le tombeau de Zacharie, au-dessus duquel se voit un cercueil placé obliquement entre deux colonnes, et recouvert d'une étoffe de soie noire et brodée. On y voit écrit, en lettres de couleur blanche, ce qui suit: «  Ô Zacharie! nous t'annonçons la naissance d'un garçon, dont le nom sera Yahia. »
La renommée de cette mosquée et de ses mérites est très répandue; On lit à ce sujet, dans l'ouvrage qui a pour titre Les Qualités excellentes de Damas, l'assertion suivante : «  La prière dans la mosquée de Damas équivaut à trente mille prières  ». Et dans les traditions du prophète on trouve ces paroles de Mahomet : «  On adorera Dieu, dans la mosquée de Damas, durant quarante années après la destruction du monde. » »

Curieusement Ibn Battouta voit le tombeau de Zacharie, père de Jean-Baptiste, là où la tradition actuelle situe le tombeau du second.
Dans une annexe, hors de l'enceinte de la salle de prière se trouve un petit mausolée consacré à Hossayn, un personnage majeur du chiisme; l'édifice est supposé avoir contenu (ou contenir ?) le crâne du troisième Imam des chiites, décapité à la bataille de Kerbala (Achoura : 10 de moharram 61H; 10 octobre 680). Le corps de Hossayn se trouve, lui, à Nadjaf (au sud de l'Irak) et la tête tranchée a été enterrée au Caire.

« Lorsque Khaoualî, portant la tête de Hossayn, arriva auprès d'Obaïdallah, fils de Ziad, il lui dit: Tu dois me combler de cadeaux, car je t'apporte la tête du meilleur de tous les hommes ! [...]

Puis il (Obaïdallah) toucha avec une baguette la bouche de Hossayn, en récitant ce vers: «  Nous tranchons les têtes des hommes qui nous sont chers, mais qui sont devenus rebelles et insolents. » »

Damas compte aussi des monuments de la période ottomane, le Palais Azem, de nombreux caravansérails dont le Khan Assad Pacha du XVIIIe siècle, et le Musée national, consacré à l'archéologie et à l'histoire de la Syrie. Une des pièces majeures de ce musée est la reconstitution de la salle de prières de la synagogue de Doura-Europos, qui comprend des fresques figuratives remarquables.

### Quartiers
- Mazzeh
- Bab Touma, Bab Sharqi, Maḥallat al-Naṣârâ, Qassaa and Ghassani (les quartiers chrétiens de la ville)
- Baramkeh (en)
- Kfar Soussé (en)
- Tadamon
- Jobar (en)
- Qaboun (en)
- Al Qassaa
- Ruken Al Dinn
- Douelaa
- Ghassani
- Al Tijara
- Koussour
- Barzeh
- Bab Moussala
- Abou Roumaneh
- Al Mohajerine
- Jabal al Akrad
- Al Midane
- Al Kanaouat
- Sarouja

## L'agglomération

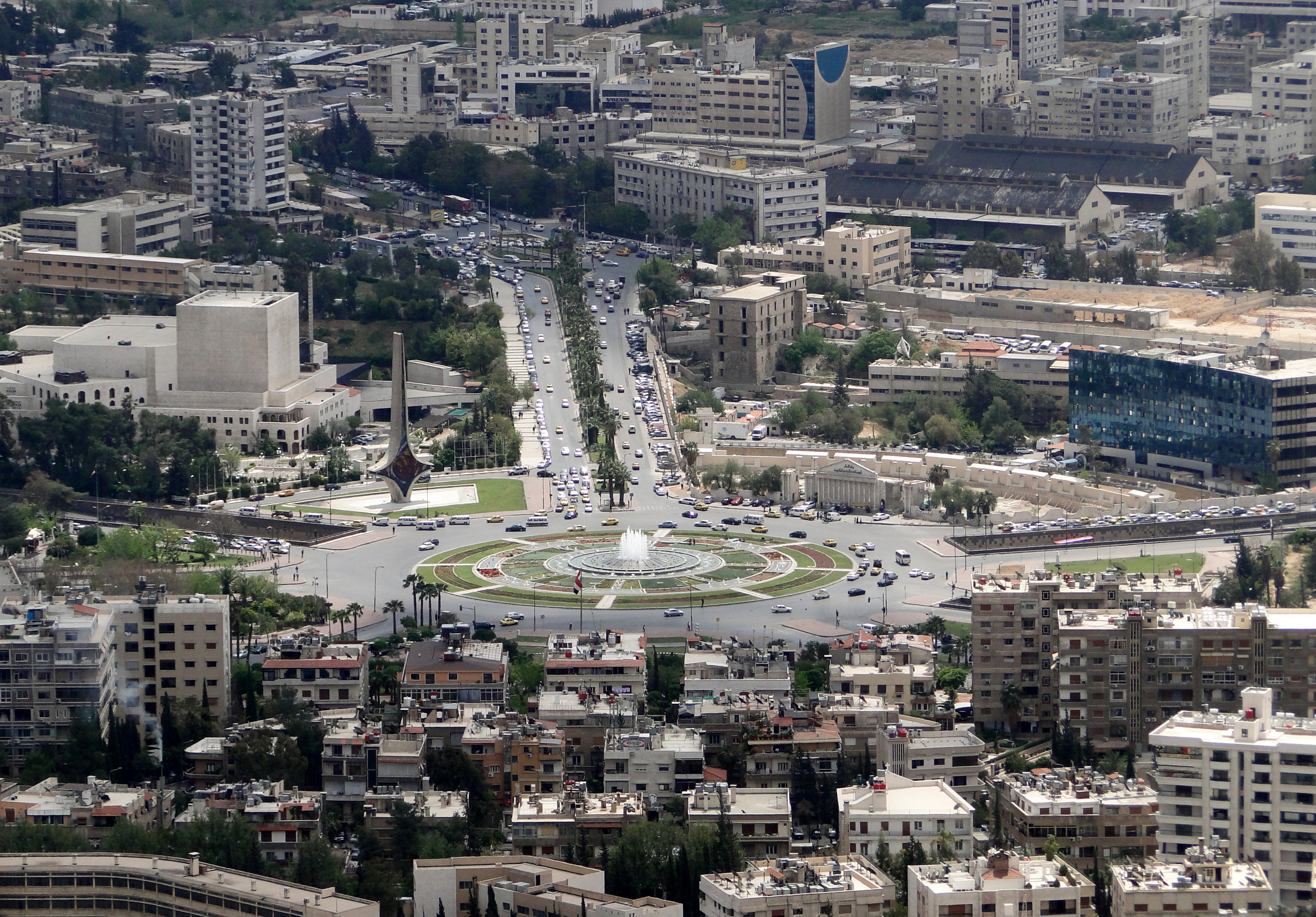
Place des Omeyyades

Au milieu du XIXe siècle, Damas comptait environ 150 000 habitants, dont 22 000 chrétiens de divers rites et 5 000 juifs.
La ville de Damas comptait 1 711 000 habitants en 2009, et 2 600 000 habitants dans l'agglomération en 2004.

## État actuel de l'ancienne ville de Damas
Malgré les recommandations de l'UNESCO, Centre du Patrimoine Mondial :
- le souk el-Atik dans la zone tampon protégée a été détruit en trois jours en novembre 2006 ;
- la rue du roi Fayçal, un quartier d'artisanat traditionnel de Damas, dans la zone tampon protégée tout près des murs d'enceinte de la vieille ville, entre la citadelle et Bab Touma, est menacée de destruction par un projet de voie rapide[17] ;
- en 2007,  le World Monument Fund mettait en garde contre des projets de réaménagement de la vieille ville de Damas qui la « mett[ai]ent en danger (...) et menaç[ai]ent de détruire cette ville historique et vivante »[18].

## Personnalités
- Jean Damascène, théologien chrétien et docteur de l'Église, canonisé en 787 au second concile de Nicée (675 - 749).
- Ahmed ben Kayghalegh, un officier abbasside d’origine turque est gouverneur de la province en 904-905.
- Jaysh ibn al-Samsama, un général militaire berbère de la tribu des Kutama, gouverneur de Damas sous le califat fatimide
- Abu Chama Chihab al-Din Abu al-Qasim abd al-Rahman, historien arabe (1203 - 1268)
- Abu al-Fida, historien et géographe arabe (1273 - 1331)
- Chams ad-dīne adh-Dhahabī, grand maître chaféite et historien de l'islam, né à Damas en 1274.
- Raouf Al-Ayoubi (1883-1957), haut fonctionnaire et ministre
- Ali Al tantawi (1909-1999), universitaire, juriste, auteur, présentateur et activiste politique (Prix King Faizal 1990)
- Ulfat Idilbi, femme de lettres syrienne, née à Damas en 1912.
- Faryal Manmohan : actrice de Bollywood, née en 1945
- Sam Hamad (1958), homme politique québécois
- Daala al Moufti (1961), écrivaine koweïtienne d’origine syrienne.
- Alexandre Abd-El-Nour, médecin et homme politique ardennais.
- Mohja Kahf, poétesse, journaliste et romancière syro-américaine.
- Eli Cohen, espion israélien, assassiné à Damas.
- Walid al-Mouallem (1941-2020), homme politique syrien,
- Maqbula al-Shalak, (1921-1986) écrivaine syrienne
- Thuraya al-Hafez (1911-2000 ; en arabe : ثريا الحافظ), femme politique et activiste féministe syrienne.
- Dündar Ali Osmanoğlu (1930-2021), prétendant au trône de Turquie.
- Anahid Fayad (1983-), actrice née à Damas.
- Tarek Alarabi Tourgane (1959-), chanteur, auteur-compositeur-interprète et musicien syrien.
- Mamdouh Kashlan (1929-2022), artiste
- Ziad Zukkari (1926-2014), artiste, peintre et calligraphe syrien.

## Divers
- L'expression chemin de Damas évoque un parcours provoquant un changement radical d'attitude chez celui qui le vit (cf. retournement). Elle évoque l'expérience de Saint Paul, persécuteur des chrétiens quelques années après la mort de Jésus : selon les Actes des Apôtres, se rendant à Damas, il eut une illumination et une révélation qui en firent le principal prosélyte des premières heures du christianisme[19]. Environ 400 000 chrétiens vivaient à Damas en 2010[réf. nécessaire] ;
- depuis la destruction de la ville d'Antioche (entre 1268 et 1872), Damas est le lieu de résidence de plusieurs chefs d'Églises autocéphales :
  - le patriarche de l'Église orthodoxe d'Antioche,
  - le patriarche de l'Église catholique melkite d'Antioche,
  - le patriarche de l'Église syriaque orthodoxe d'Antioche ;
- Damas est une des quatre villes présentes dans le jeu Assassin's Creed avec Acre, Massiaf et Jérusalem.
- Le damasson, petite prune rouge, cultivé dans le jura Suisse à l’origine de l’eau de vie AOP Damassine a été ramené de Damas par des croisés. Depuis, elle est cultivée en Ajoie dans le Jura Suisse. Dans d’autres régions du monde, le damasson (qui est un sous-cultivar) se nomme Prunier de Damas.

### Articles connexes

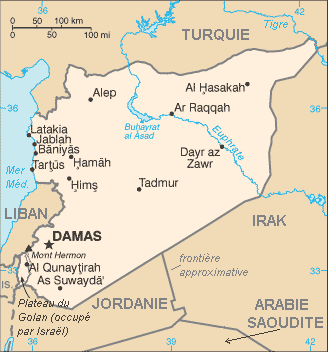
Carte de la Syrie

#### Bases de données et notices
- Ressource relative à la géographie :   - Digital Atlas of the Roman Empire
- Ressource relative aux beaux-arts :   - Grove Art Online
- Ressource relative à la musique :   - MusicBrainz
- Notices dans des dictionnaires ou encyclopédies généralistes :   - Britannica
  - Den Store Danske Encyklopædi
  - Dizionario di Storia
  - Internetowa encyklopedia PWN
  - Store norske leksikon
  - Universalis
- Notices d'autorité :   - VIAF
  - LCCN
  - GND
  - Espagne
  - Israël
  - Catalogne
  - Vatican
  - Tchéquie
  - Brésil
  - WorldCat